# Luis Fernando Valencia
Luis Fernando Valencia (Medellín, Antioquia, Colombia; 1 de agosto de 1984) es un exfutbolista colombiano. Jugaba de portero.

## Clubes
| Club            | País     | Año       |
| --------------- | -------- | --------- |
| Florida Soccer  | Colombia | 2004-2005 |
| Deportes Tolima | Colombia | 2006      |
| Córdoba F.C.    | Colombia | 2006-2007 |
| Expreso Rojo    | Colombia | 2008      |
| Bogotá F.C.     | Colombia | 2009-2011 |
| Academia F.C.   | Colombia | 2012      |